# Octomeria sagittata
Octomeria sagittata är en orkidéart som först beskrevs av Heinrich Gustav Reichenbach, och fick sitt nu gällande namn av Leslie Andrew Garay. Octomeria sagittata ingår i släktet Octomeria och familjen orkidéer. Inga underarter finns listade i Catalogue of Life.